# Goulburn (New South Wales)
Goulburn er en by i New South Wales i Australien. Byen blev grundlagt i 1833 og havde i 2016 en befolkning på 22.890.